# جسر الأحرار
جسر الأحرار جسر في بغداد أقامه الجيش البريطاني في عام 1918 من الحديد على القوارب سمي بجسر الجنرال مود، يربط بين الصالحية (في الكرخ) ورأس القرية في الرصافة، في عام 1941 تم إنشاء جسر على أعتاب جسر الجنرال مود وسمي الجسر في حينها بجسر فيصل الأول، ونقل جسر مود العائم إلى الكـرادة. بعد تحول العراق إلى جمهورية في عام 1958 تم تغير اسم الجسر ليصبح جسر الأحرار.